# Нассауська династія

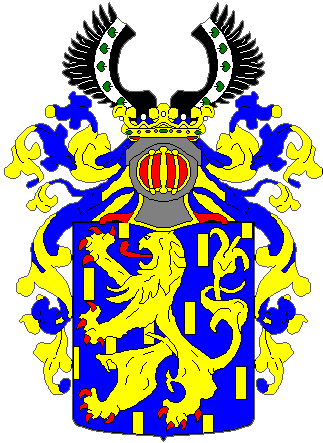
Герб династії Нассау

Нассауська династія — впливовий графський, а потім князівський рід німецького походження, відомий ще за часів Священної Римської імперії. Свій початок бере від графа Дудо Лауренбурзького († 1124). 
У 1255 році дім розділився на Вальрамську та Оттонську гілки. Дві королівські династії, які нині правлять у Європі: Нідерландський королівський дім і Великий герцогський дім Люксембургу, — походять від Оттонівської та Вальрамської гілок дому Нассау, відповідно.

## Історія
В 1159 році нащадки графа Дудо Лауренбургського перенесли резиденцію в замок Нассау. З тих пір починається історія графства Нассау. В 1255 році графство розпалось на дві частни, з яких південною (лівий берег Лани) володів Вальрама І, засновник Вальрамської лінії Нассауської династії (старшої), а північною (правий берег Лани) — Оттон, засновник Оттонівської лінії (молодшої).

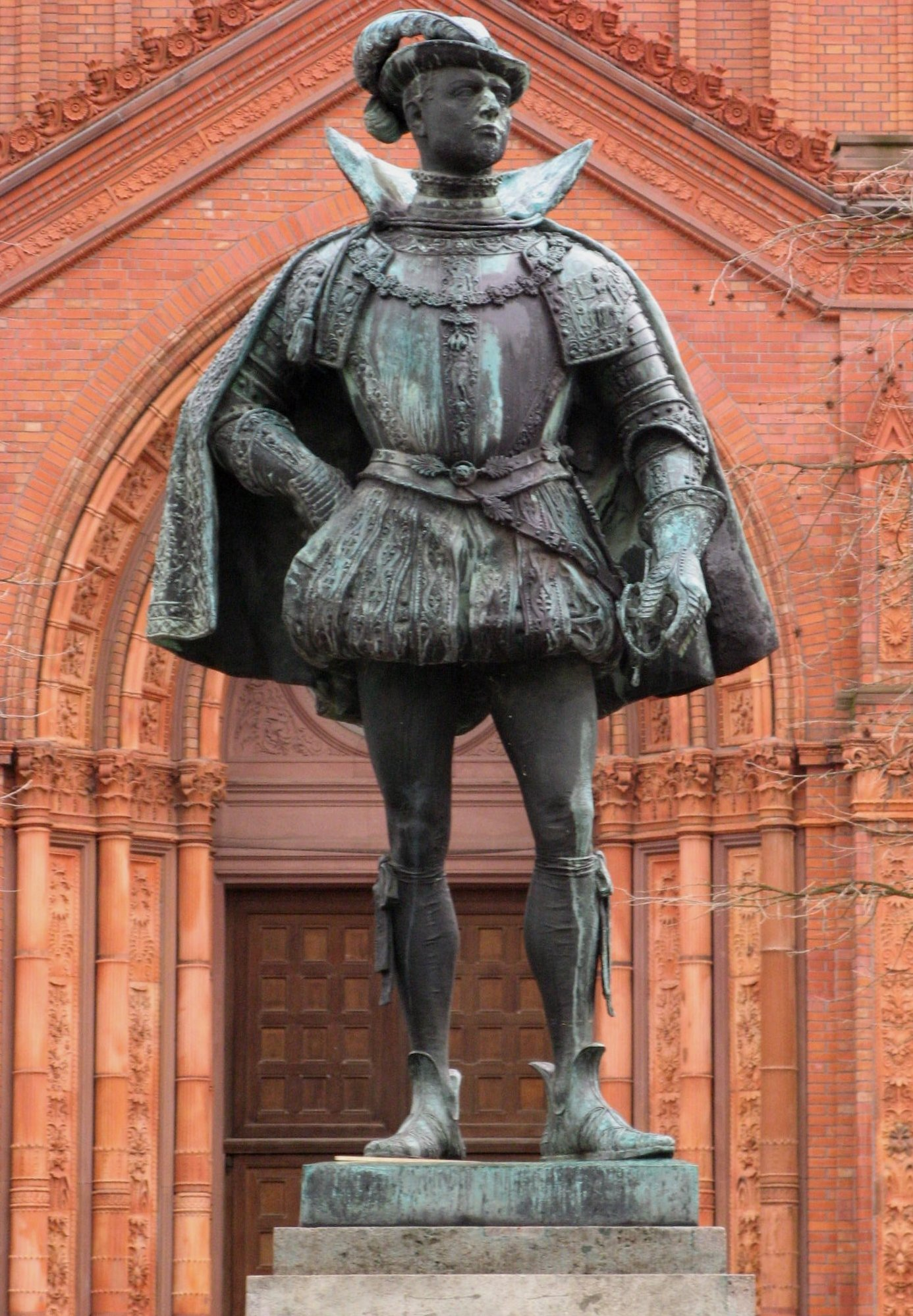
Віллем І, перший король Нідерландів

Із старшої лінії (Вальрамської) походили графи (до 1688 року) і князі (до 1816 року) Нассау-Вейльбургські, які прийняли в 1816 році титул герцогів Нассау. Молодші гілки цієї лінії правили в Саарбрюккені (в 1429—1799 рр.) і в Узінгені (в 1659—1816 рр.). З молодшої, Оттонівської лінії походили графи Нассау-Ділленбургзькі і Нассау-Хадамарські. Ділленбургзька гілка, шляхом шлюбного союзу, в 1531 році приєднала до своїх володінь Оранське князівство, після чого стала називатись Орансько-Нассауською (досі править Нідерландами). З цієї династії походить Вільгельм І Оранський, який був обраний статгаудером нідерландським, і Вільгельм III Оранський, король англійський. Крім принців Оранських, до Оттонівської лінії належали також князі Зігенські і Діцькі. Після смерті Вільгельма III титул принца Оранського і головування в Оттонівській лінії, по його заповіту, відійшов до князя Нассау-Діцького, попри протести зі сторони інших родичів, в першу чергу Гогенцоллернів.
В кінці XVIII століття зв'язок Вальрамської і Оттонівської ліній поновився: вони уклали контракт про дотримання салічних законів з ціллю збереження територіальних володінь династії Нассау у випадку згасання тієї чи іншої династичної лінії. До пунктів цього контракту довелося вдаватися щонайменше двічі. В 1806 році представник Оранської династії, Вільгельм VI, втратив всі свої володіння в Німеччині, які перейшли до старшої, Вальрамської лінії, а Вільгельм став в 1815 році першим королем нідерландським і великим герцогом Люксембургу, під іменем Віллема І. В 1890 році, зі смертю його внука Віллема III, згасло чоловіче покоління Оттонівської лінії, нідерладський трон перейшов до дочки покійного короля — Вільгельміни, а люксембургзький — до Адольфа, останнього герцога Нассау.

## Резиденції

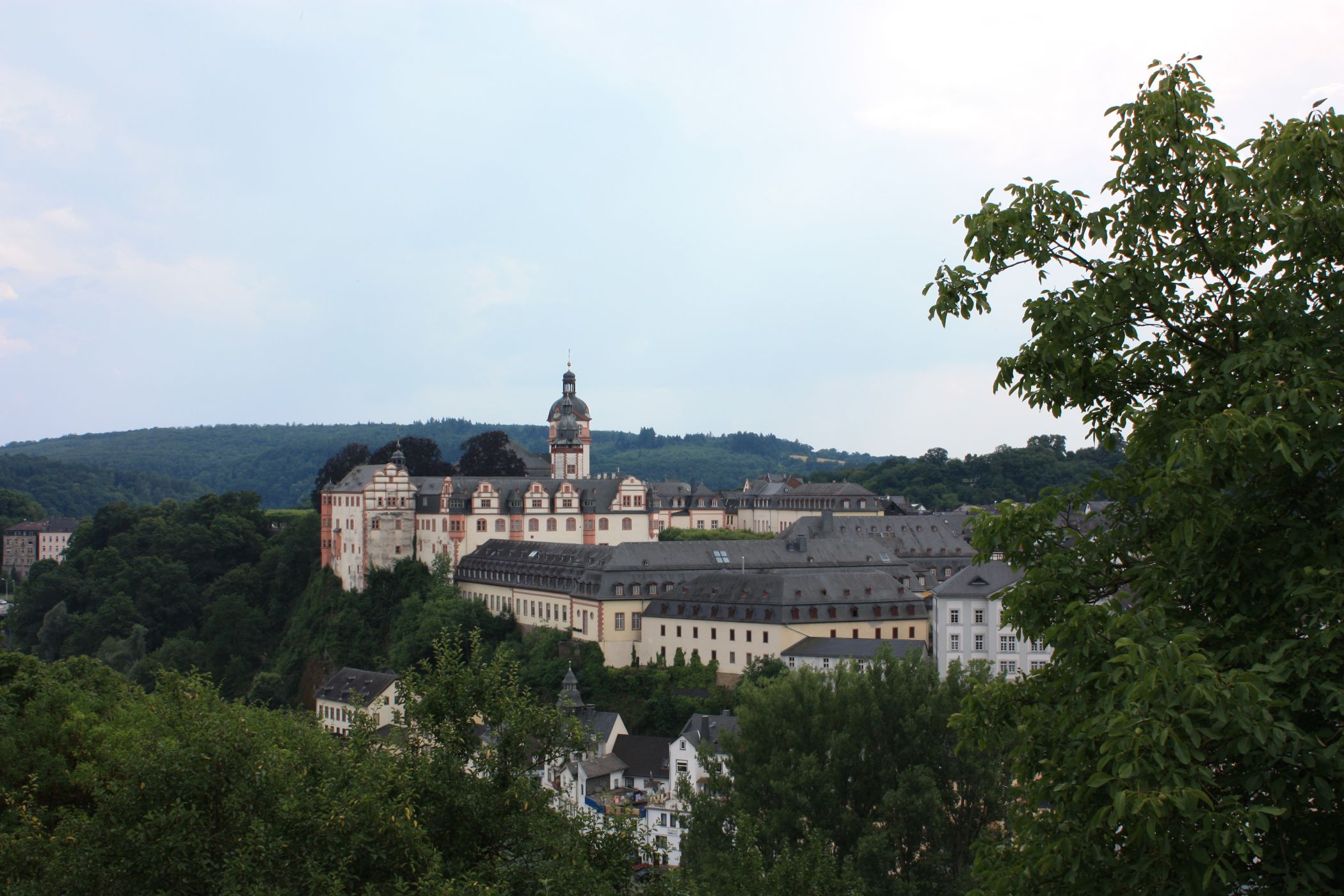
Резиденція в м. Вайльбург

- Замок в м. Нассау;
- Замок в м. Діц;
- Замок в Хадамарі;
- Резиденція в Саарбрюкені;
- Резиденція в м. Вайльбург;
- Замок в Зігені.